# Costus geothyrsus
Costus geothyrsus är en enhjärtbladig växtart som beskrevs av Karl Moritz Schumann. Costus geothyrsus ingår i släktet Costus och familjen Costaceae. IUCN kategoriserar arten globalt som sårbar.
Artens utbredningsområde är Ecuador. Inga underarter finns listade.